# Джованні Дзукка
Джованні Дзукка (італ. Giovanni Zucca, 11 грудня 1907, Сестрі Поненте — ?) — італійський футболіст, що грав на позиції воротаря. Виступав, зокрема, за клуби «Лігурія» та «Рома».

## Ігрова кар'єра
Розпочинав кар'єру в клубі «Сестрезе», що виступав у нижчих італійських дивізіонах. В 1930 році перейшов у команду Серії В «Лігурія», з якою посів останнє місце в другому за силою дивізіоні країни.
Тим не менше, привернув увагу представників тренерського штабу клубу «Рома», до складу якого приєднався 1931 року. Став резервним воротарем Гвідо Мазетті, який не дав Дзуккі шансів проявити себе. Протягом п'яти сезонів Джованні був резервістом «Роми», виступаючи переважно за другу команду або в товариських матчах. Зіграв лише три офіційних матчі в складі команди — два в Серії А і один у Кубку Мітропи. В 1/8 фіналу Кубка Мітропи 1936 «Рома» зустрічалась з віденським «Рапідом», якому поступилась з рахунком 1:3. В матчі-відповіді виступав інший резервіст Аркімеде Нарді.
Про його кар'єру після «Роми» відомо мало. Грав у маловідомих клубах Аскві» і «Павезе».

## Статистика виступів

### Статистика виступів у кубку Мітропи
| №                      | Розіграш               | Стадія                 | Дата та місце проведення | Команда 1              | Рахунок | Команда 2 | Голи та інші дії |
| ---------------------- | ---------------------- | ---------------------- | ------------------------ | ---------------------- | ------- | --------- | ---------------- |
| 3                      | 1936                   | 1/8                    | 21.06.1936, Відень       | Рапід (Відень)         | 3:1     | Рома      |                  |
| Всього в Кубку Мітропи | Всього в Кубку Мітропи | Всього в Кубку Мітропи | Всього в Кубку Мітропи   | Всього в Кубку Мітропи | 1       |           | -3               |